# Номар, Рамон
Рамон Номар (исп. Ramón Nomar, род. 9 января 1974 года) — испанский порноактёр, лауреат премий AVN Awards, XBIZ Award, Hot d’Or и ряда других.

## Карьера
Начал карьеру в фильмах для взрослых в возрасте около 23 лет. Работал со студиями Reality Kings, Brazzers и New Sensation.
Первый прорыв Номара в хардкоре связан с итальянским режиссёром Лукой Дамиано, который организовал кастинг на Международном фестивале эротического кино в Барселоне. В итоге Номар прорвался в европейскую и американскую порноиндустрию. В прошлом он заявлял, что всегда предпочитал гонзо-порнографии фильмы с хорошим сценарием, хотя у него не было никаких возражений, чтобы сниматься в фильмах любого стиля.

## Премии
- 1998 Hot d'Or — Лучший новый актёр
- 2004 Ninfa Award — Лучший испанский актёр (616DF - El Diablo español vs las luchadoras del este)[4]
- 2006 Ninfa Award — Лучший испанский актёр (Mantis)[5]
- 2012 AVN Awards — Лучшая сцена группового секса (Asa Akira Is Insatiable 2) вместе с Асой Акирой, Эриком Эверхардом, Тони Рибасом, Дэнни Маунтином, Jon Jon, Broc Adams и Джоном Стронгом[6][7]
- 2013 AVN Award — Лучшая сцена двойного проникновения (Asa Akira Is Insatiable 3) вместе с Асой Акирой и Миком Блу[8]
- 2013 AVN Award — Лучшая сцена группового секса (Asa Akira Is Insatiable 3) вместе с Асой Акирой, Эриком Эверхардом и Миком Блу[8]
- 2013 AVN Award — Лучшая сцена втроём (М/М/Ж) (Lexi) вместе с Лекси Белл и Миком Блу[8]
- 2013 XBIZ Award — Лучшая сцена — полнометражный фильм (Wasteland) вместе с Лили Картер, Лили Лабо, Миком Блу, Дэвидом Перри и Тони Рибасом[9][10]
- 2014 AVN Award — Лучшая сцена втроём (М/М/Ж) (Anikka) вместе с Анникой Элбрайт и Джеймсом Дином[9][11]
- 2015 AVN Award — Лучшая сцена группового секса (Gangbang Me) вместе с Эй Джей Эпплгейт, Джоном Стронгом, Эриком Эверхардом, Мистером Питом, Миком Блу, Джеймсом Дином и Jon Jon[12]
- 2015 AVN Award — Лучшая сцена втроём (М/М/Ж) (Allie) вместе с Элли Хейз и Миком Блу[12]